# Jug
A Jug (oroszul:  Юг) folyó Oroszország európai részének északnyugati vidékén, az Északi-Dvinát létrehozó folyók egyike (a másik folyó a Szuhona).

## Földrajz
Hossza: 574 km, vízgyűjtő területe: 35 600 km², évi közepes vízhozama a torkolat előtt 292 m³/s.
A Vologdai terület délkeleti részén, a Szevernije Uvali-hátságon, kb. 200 m tengerszint feletti magasságban. Kezdetben dél felé tart és sok kis kanyart alkot. Nyikolszk városnál nagy kanyart téve fokozatosan észak, majd északnyugat felé fordul. Kicsmengszkij Gorodok település környékén több kisebb mellékfolyót vesz fel, medre 100 m-re szélesedik, magas vízálláskor ez a szakasza hajózható. Középső folyásán a Kirovi-, majd alsó folyásán ismét a Vologdai területen folytatja útját, medre itt már 300–400 m széles, sok kis öblöt, szigetet, holtágat alkot. A torkolat előtt 30 km-rel, jobbról veszi fel legnagyobb mellékfolyóját, a Luzát, majd közvetlenül a torkolat előtt a Luzával párhuzamosan folyó Sargyengát. Velikij Usztyug városnál találkozik a Szuhonával, és a két folyó egyesülésével indul útjára az Északi-Dvina.
A Jug túlnyomórészt olvadékvizekből táplálkozik. Novemberben vagy december elején befagy, a tavaszi jégzajlás április végén, május elején kezdődik.

## Mellékfolyók
Legnagyobb mellékfolyója a Luza, melynek hossza ugyanakkora, vízgyűjtő területe azonban csak feleakkora, mint a Jugé.
Néhány kisebb mellékfolyó:
- jobbról: Picsug, Jentala, Pusma;
- balról: Kipsenyga, Sopga, Sargyenga.

## Városok
- Nyikolszk, a folyó felső szakaszán (8500 fő)
- Velikij Usztyug, a Jug torkolatával szemben (32 700 fő)